# Deutschland (Schiff, 1997)
Die Deutschland ist eine kombinierte RoRo- und Eisenbahnfähre der Scandlines Deutschland GmbH, die seit 1997 auf der Vogelfluglinie eingesetzt wird.

## Geschichte
Die völlig neu entwickelte Doppelendfähre wurde zusammen mit ihrem Schwesterschiff, der Schleswig-Holstein, im April 1996 bei Van der Giessen-De Noord in Krimpen aan den IJssel von der Deutschen Fährgesellschaft Ostsee (DFO) in Auftrag gegeben. Die Werft konnte sich gegen eine breitgefächerte Konkurrenz durchsetzen und lieferte das Schiff am 7. Oktober 1997 ab. Mit der Taufe am 9. Oktober 1997 durch Bärbel Kleedehn (Ministerin in Mecklenburg-Vorpommern) wurde die Deutschland in Dienst gestellt. Sie setzt die Tradition ihrer Namensvorgänger von 1963 bis 1972 und 1972 bis 1997 auf der Route zwischen dem Fährbahnhof Puttgarden und Rødby Færge fort.
Am 9. Oktober 2010 brachte die Deutschland die Passagiere der in Brand geratenen Fähre Lisco Gloria nach Kiel, nachdem diese zunächst vom Polizeiboot Neustrelitz (Sassnitz-Klasse) aufgenommen worden waren.

## Technische Beschreibung

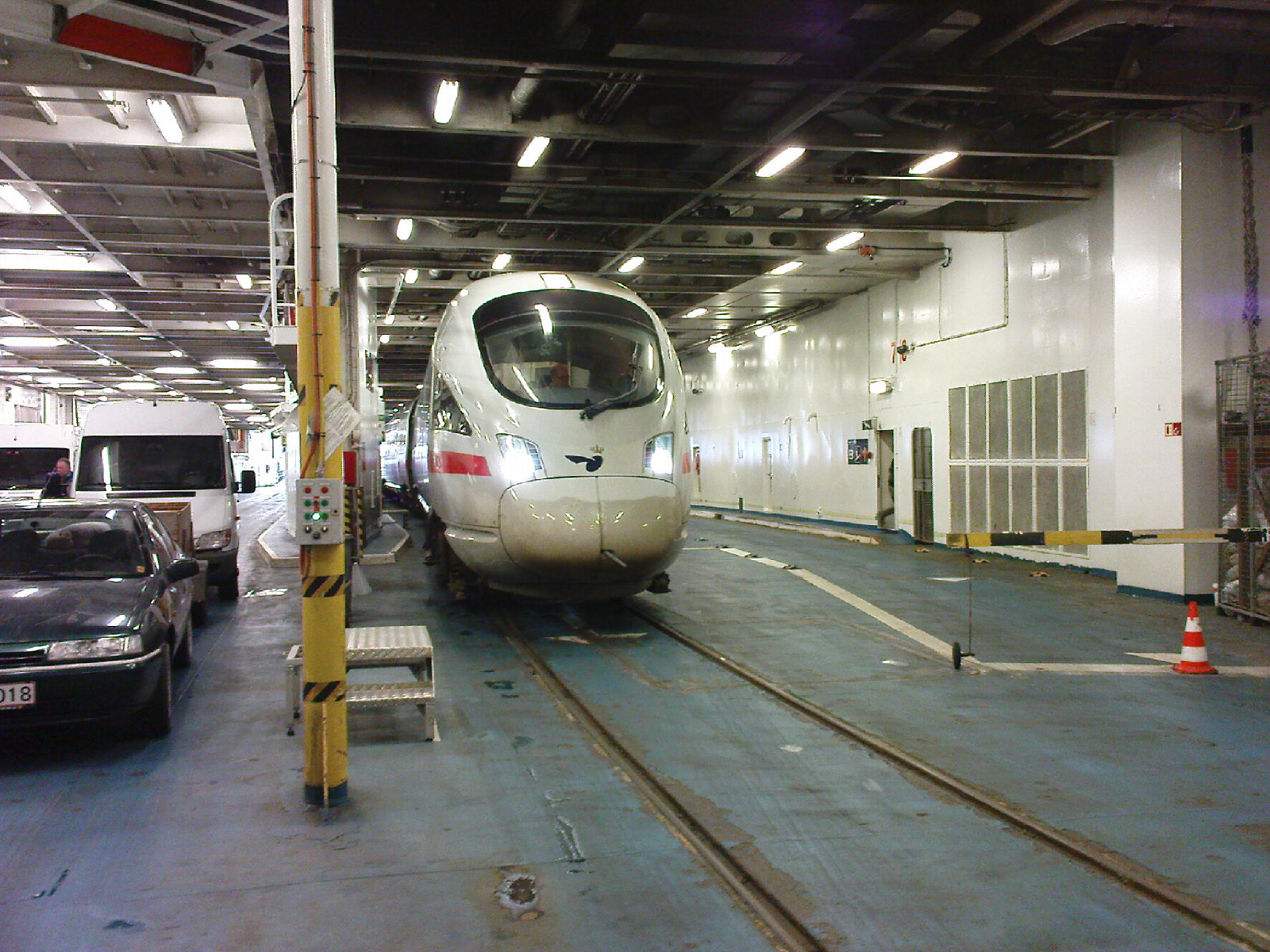
ICE TD auf der Deutschland

Im Gegensatz zu ihren Vorgängern hat die Deutschland nur noch ein Gleis zur Aufnahme eines ICE TD oder DSB MF. Der Transport von Güterwagen ist auf der Vogelfluglinie eingestellt worden. Das Schiff macht mit Haken in Höhe des Eisenbahndecks automatisch in den verbreiterten Fährbetten fest. Weil die Doppelendfähre die vorher üblichen Wendemanöver nicht mehr fahren muss, konnte die Fahrzeit um 25 Prozent gekürzt werden und beträgt nur noch 45 Minuten.
Im Jahr 2013 hat Scandlines auf der Prinsesse Benedikte erstmals einen Hybridantrieb einbauen lassen. Im Laufe des Jahres 2014 folgte die Umrüstung auf den drei anderen Fähren der Vogelfluglinie. Der Hybridantrieb kombiniert Verbrennungsmotor und Elektroantrieb, wobei überschüssige Energie in Batterien gespeichert wird. Nach Angaben der Reederei können auf diese Weise bis zu 15 Prozent der CO₂-Emissionen eingespart werden. Zusätzlich wurden Gaswäscher zur Abgasentschwefelung eingebaut.

## Sonstiges
Die ebenfalls 1997 in Dienst gestellten Neubauten der Scandlines Danmark A/S, die Prins Richard und Prinsesse Benedikte haben nahezu identische Hauptparameter, weisen jedoch Unterschiede im Design und in der Gestaltung des Fahrgastbereiches auf.